# Maccagno
Maccagno é uma comuna italiana da região da Lombardia, província de Varese, com cerca de 2.003 habitantes. Estende-se por uma área de 16 km², tendo uma densidade populacional de 125 hab/km². Faz fronteira com Agra, Cannobio (VB), Dumenza, Luino, Pino sulla Sponda del Lago Maggiore, Tronzano Lago Maggiore, Veddasca.

## Demografia
| Variação demográfica do município entre 1861 e 2011                               |
|                                                                                   |
| Fonte: Istituto Nazionale di Statistica (ISTAT) - Elaboração gráfica da Wikipedia |